# Roland Engelhard
Roland Engelhard (* 18. April 1868 in Hannover; † 22. Dezember 1951 ebenda) war ein deutscher Bildhauer.

## Biografie

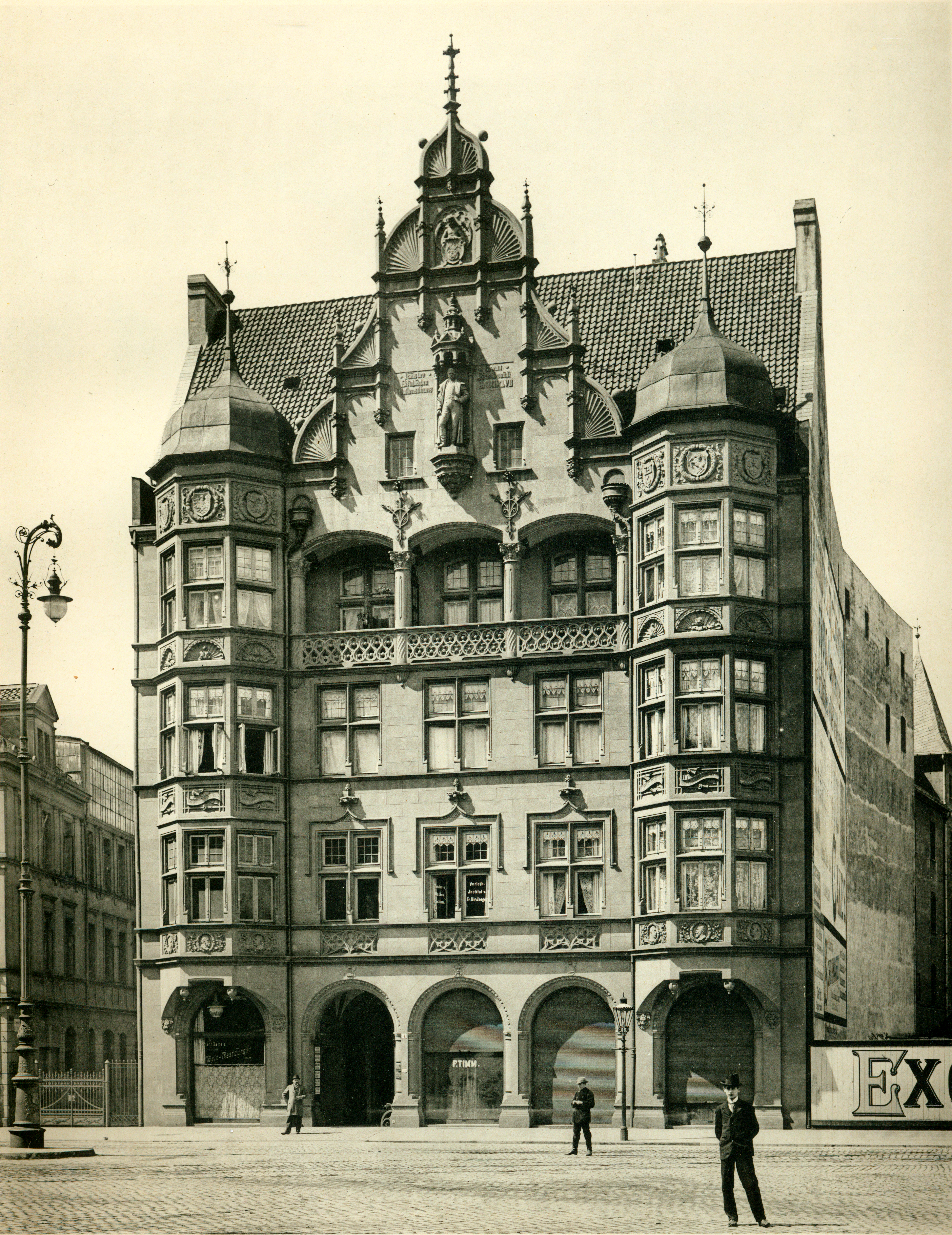
Skulptur des Johann Heinrich Christian Striehl am 1897 errichteten Haus der Striehlschen Waisenstiftung in Hannover
Lichtdruck nach einem Foto von Georg Alpers in den Blättern für Architektur und Kunsthandwerk

Engelhard (auch Engelhardt geschrieben) war ein Sohn des Bildhauers Wilhelm Engelhard. Seine künstlerischen Ausbildung begann er im väterlichen Atelier, später studierte er an der Berliner Kunstakademie unter Otto Lessing und an der Kunstgewerbeschule Wien. Während seines Studiums wurde er 1890/1891 Mitglied des Polytechnischen Gesangvereins, der späteren Turnerschaft Hansea Hannover.
Ab 1893 war er in Hannover tätig. Auf den Großen Berliner Kunstausstellungen 1896 und 1901 war er mit Reliefbildnissen vertreten. Neben Porträtbüsten umfasste sein Werk hauptsächlich Grabdenkmäler. Als Folge davon gründete er um 1908 zusammen mit verschiedenen Architekten und Bildhauern in Hannover die Künstler-Vereinigung „Friedhofskunst“, da er die Grabmäler weit künstlerischer gestalten wollte, als dieses bislang üblich war. Von einer Engelsfigur wurden auch Kopien für verschiedene Friedhöfe hergestellt (Grabmäler Pleuss, Nolte, Schröder und Gebhardt, vgl. Werke). Nach dem Ersten Weltkrieg schuf er zahlreiche Kriegerdenkmäler.
Engelhard war Mitglied im Hannoverschen Künstlerverein und hatte sein Atelier in der stillgelegten hannoverschen Badehalle, Friedrichstraße 18. Er starb unverheiratet und fand seine letzte Ruhestätte an der Seite seines Vaters auf dem Stadtfriedhof Engesohde, wo sich auch zahlreiche Grabmäler aus seiner Werkstatt erhalten haben.

## Ehrungen
- 1912: Goldene Medaille der Stadt Hannover
- Die Engelhardstraße in der Südstadt von Hannover wurde vermutlich nach seinem Vater benannt.

## Werke (Auswahl)

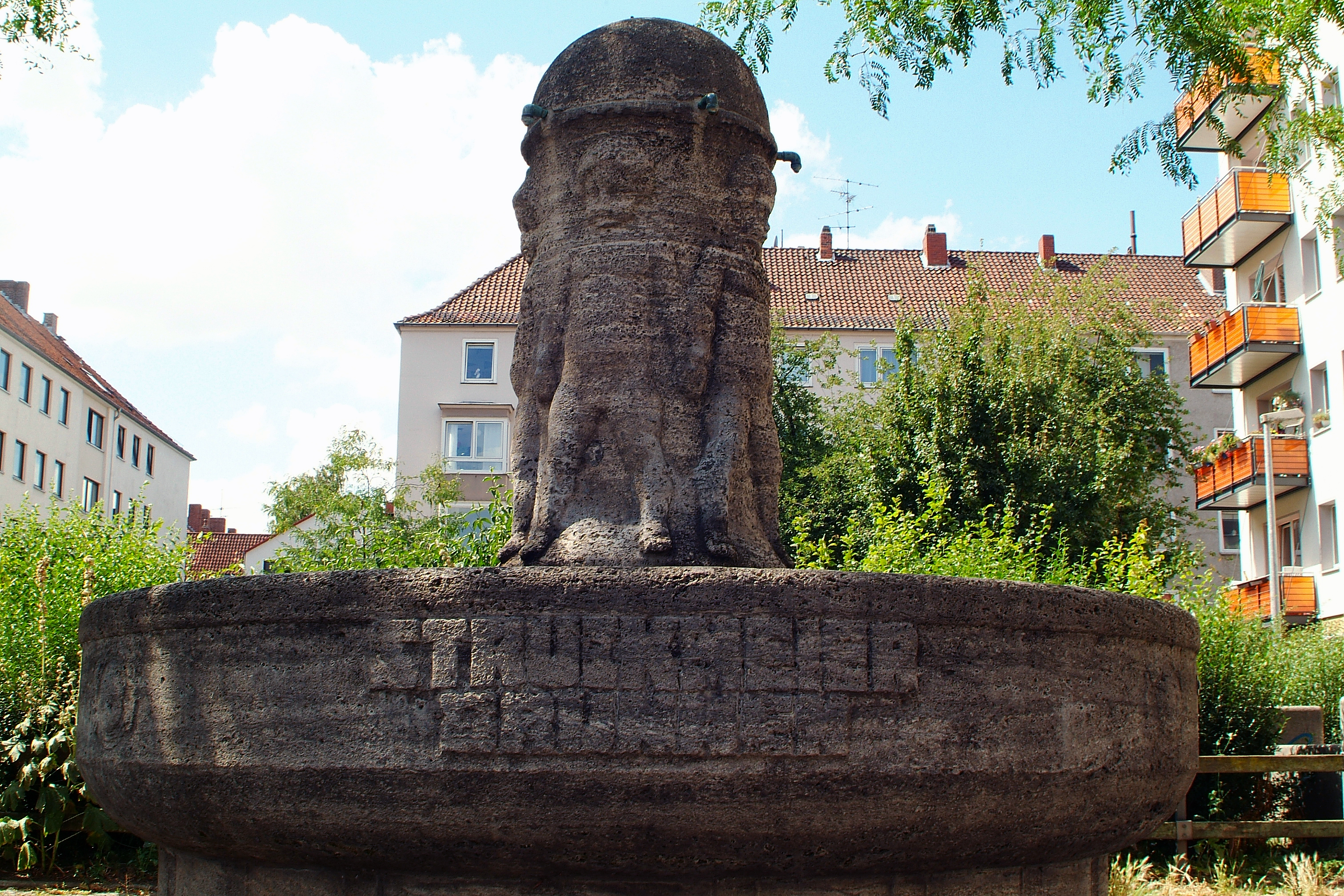
Struckmeier-Brunnen in Hannover

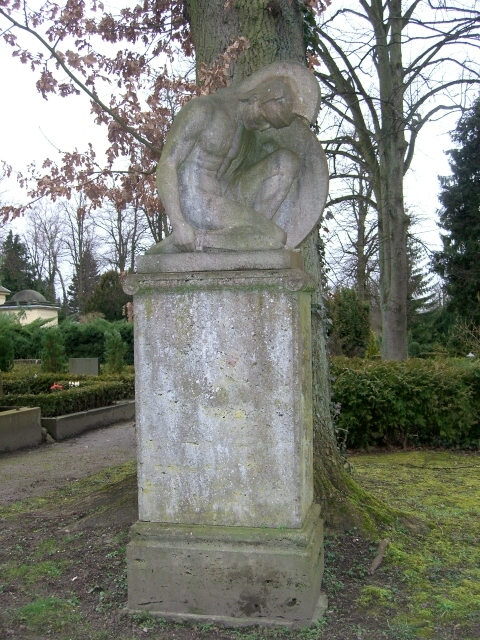
Kriegergrabmal in Wismar

- 1895: Skulpturen im Giebelfeld des Ministerialgebäudes in Bückeburg (heute Sitz des Landgerichts Bückeburg)[3]
- 1900: Büste der Kurfürstin Sophie am Portal der Sophienschule in Hannover, Seelhorststraße 8
- 1911: Struckmeier-Brunnen in Hannover, Sallstraße / Kleine Düwelstraße[4][5]
- 1902: Denkmal für den Arzt Ferdinand Wahrendorff († 1898) in Ilten (Porträtbüste)
- 1903: Grabmal für Wilhelm Engelhard († 1902) in Hannover, Engesohder Friedhof (Trauernde)
- 1904: Neugestaltung des Grabmals für Karl Rudolf Brommy († 1860) (mit Porträt-Medaillon) auf dem Friedhof in Hammelwarden bei Brake (Unterweser)
- 1905: Grabmal für das Ehepaar Gebhardt in Berlin-Zehlendorf, Städtischer Friedhof (Trauernde)
- um 1909: Grabmal Pleuss in Hannover, Engesohder Friedhof (Engel)
- um 1910: Grabmal für Julius Nolte († 1908) in Berlin-Mitte, Invalidenfriedhof (Engel)
- 1912: Grabmal für Bernhard Schröder († 1911) in Bremen-Vegesack, Evangelischer Friedhof (Engel)
- 1914: Grabmal für Julius Krause († 1914) in Hamburg, Friedhof Ohlsdorf (Soldat)
- 1923: Kriegerdenkmal für die Gefallenen des Hannoverschen Pionier-Bataillons No. 10 in Minden (Soldatenfigur 1946 zerstört)
- 1925: Kriegerdenkmal für das Infanterie-Regiment Nr. 82 in Göttingen, Rosengarten (Soldatenfigur zerstört)
- 1926: Grabmal für Ludwig Barnay († 1924) in Hannover, Engesohder Friedhof
Das Grabmal aus grauem Porphyr ist ein Beispiel für die von Engelhard angestrebte künstlerische Qualität von Grabdenkmälern; drei weibliche Figuren symbolisieren Vergangenheit, Gegenwart und Zukunft.
- um 1930: Denkmal für die Gefallenen des Pionier-Bataillons Nr. 10 in Minden (seit 1987 unter Denkmalschutz)

sowie undatiert:
- Abendmahlsrelief in der Klosterkirche Mariensee
- Kriegerdenkmal in Schloss Ricklingen (Garbsen)
- Kriegerdenkmal in Osterwieck